# Садиев, Шухрат
Шухрат Садиев (р.25 мая 1970) — узбекский борец греко-римского стиля, чемпион Азии.

## Биография
Родился в 1970 году. В 1993 году занял 6-е место на чемпионате мира. В 1997 году стал серебряным призёром чемпионата Азии. В 1999 году выиграл чемпионат Азии. На чемпионате Азии 2000 года завоевал бронзовую медаль.